# 25372 Shanagarza
25372 Shanagarza este un asteroid din centura principală de asteroizi.

## Descriere
25372 Shanagarza este un asteroid din centura principală de asteroizi. A fost descoperit pe 9 octombrie 1999 la Socorro, New Mexico, în cadrul proiectului LINEAR. Asteroidul prezintă o orbită caracterizată de o semiaxă mare de 2,39 ua, o excentricitate de 0,11 și o înclinație de 6,8° în raport cu ecliptica.